# Commandos marine (Tunisie)
Les commandos marine (arabe : طلائع البحريّة) sont des forces commandos de la Marine nationale tunisienne, des unités formés, entraînés et équipés pour des opérations spécifiques et ciblées, aussi bien sur terre qu'en mer, et comprenant deux régiments, les 51e et 52e RCM.

## Histoire
C'est en 1980 que la première unité dédiée est constituée en régiment, le 51e régiment de commandos marine, basé à Bizerte, qui est rejoint par un second régiment, le 52e, basé quant à lui à Sfax,.

## Formation et sélection
Les commandos marine sont formés, instruits et entraînés aux techniques, tactiques et procédures les plus avancées. Leur formation sélective, ouverte à tous les candidats de la Marine nationale tunisienne, sous condition de répondre aux prérequis et de satisfaire aux évaluations, inclut la résistance physique et mentale, des exercices physiques et techniques, ainsi que des simulations tactiques.

## Organisation
Les commandos marine comptent deux régiments opérationnels : le 51e régiment de commandos marine (51 RCM), basé à Bizerte, et le 52e régiment de commandos marine (52 RCM), basé à Sfax, chacun constitué de plusieurs unités et spécialités de combat et de soutien.

## Missions
Les commandos marine sont formés, entraînés et équipés pour des opérations spécifiques et ciblées, aussi bien sur terre qu'en mer,, telles que l'action directe, la reconnaissance, les opérations amphibies, les opérations VBSS,, et, dans l'ensemble, toute mission nécessitant une force commando.

## Coopération internationale
Les commandos marine tunisiens entretiennent des relations étroites avec leurs homologues du Corps des Marines des Etats-Unis, avec qui ils ont mené, dans un cadre bilatéral ou multilatéral, des échanges d'expériences et d'expertises dans divers domaines,,,,,.
Les commandos marine participent également régulièrement à des exercices conjoints dans le cadre de la coopération internationale de la Marine nationale tunisienne avec des marines étrangères telles que les marines américaine,, française et italienne.